# 杰恩·帕森斯
杰恩·帕森斯（英語：Jayne Parsons，1962年3月18日—），新西兰女子自行车运动员。她曾代表新西兰参加2008年夏季残疾人奥林匹克运动会自行车比赛，获得女子个人计时赛B&VI1-3级铜牌。